# Passandra oblongicollis
Passandra oblongicollis là một loài bọ cánh cứng trong họ Passandridae. Loài này được Fairmaire miêu tả khoa học năm 1886.